# Lionel Coleman
Lionel M. Coleman (* 29. März 1918 in Hamilton (Ontario); † 25. September 1941 ebenda) war ein kanadischer Radrennfahrer.

## Sportliche Laufbahn
Coleman war im Straßenradsport und im Bahnradsport aktiv. 1936 startete er bei den Olympischen Spielen in Berlin. Im olympischen Straßenrennen wurde er mit anderen Fahrern auf dem 16. Rang klassiert. Die kanadische Mannschaft mit Lionel Coleman, Rusty Peden, George Turner und George Crompton kam nicht in die Mannschaftswertung. Coleman startete auch auf der Bahn. In der  Mannschaftsverfolgung kam Kanada auf den 9. Rang. 1941 ertrank er im Hafen von Hamilton, während er der Polizei bei einem heftigen Sturm dabei half, Boote zu bergen.